# 2003 LC7
2003 LC7, também escrito como 2003 LC7, é um objeto transnetuniano que está localizado no Cinturão de Kuiper, uma região do Sistema Solar. Este corpo celeste é classificado como um provável cubewano. Ele possui uma magnitude absoluta de 6,2 e tem um diâmetro estimado com 253 km.

## Descoberta
2003 LC7 foi descoberto no dia 1 de junho de 2003 pelo astrônomo Marc W. Buie.

## Órbita
A órbita de 2003 LC7 tem uma excentricidade de 0,117 e possui um semieixo maior de 45,140 UA. O seu periélio leva o mesmo a uma distância de 39,867 UA em relação ao Sol e seu afélio a 50,413 UA.